# Relaciones intergeneracionales en el ámbito gay
Las relaciones sexoafectivas intergeneracionales en el ámbito gay son notablemente más habituales que entre los heterosexuales, como diversos estudios han apuntado en las últimas décadas. El psicólogo sexual Winston Wilde sostiene que aproximadamente un tercio de las relaciones gays son intergeneracionales. Consisten en su mayoría en relaciones entre un hombre gay de edad joven adulta (quien a menudo adopta el rol de pasivo) y otro hombre gay de edad adulta (el «activo»). Estas relaciones pueden desarrollar fuertes lazos afectivos y respeto mutuo, pero desde un punto de vista médico este tipo de relaciones se clasifican como cronofilias, es decir, un tipo de parafilia por ser un patrón de comportamiento sexual atípico. A mayor sea la diferencia de edad, más componentes tiene de una relación propiamente paterno-filial.

## Historia y consideración social
Las relaciones intergeneracionales gays se han observado en diversos lugares y épocas del mundo, por lo que es una práctica que trasciende la cultura o la educación individuales, por lo que se debe entender más como una tendencia natural de comportamiento entre el grupo poblacional gay (y no exclusivo de éste).  
En la Antigua Grecia, fue tolerado socialmente que un hombre adulto «apadrinara» a un efebo, al cual debía instruir en la filosofía, en las ciencias y en el sexo. A lo largo de la historia LGTB, la condición sexual gay se asoció a menudo a la pedofilia ya desde tiempos de la Antigua Roma, y ello podría corresponderse con esta tendencia. En todo caso, habría que analizar antropológicamente cada caso, puesto que también hay culturas en las que las relaciones de conveniencia intergeneracionales son aceptadas socialmente. 
Frecuentemente, los hombres gays que están en una relación sexoafectiva intergeneracional reciben un fuerte estigma social que los juzga como dos personas de edades tan diferentes no pueden sentir amor verdadero; o bien que la persona joven se está aprovechando del mayor porque recibe gratificaciones en forma de dinero u obsequios (sugar daddy); o bien que la persona mayor se está aprovechando del joven por tener un cuerpo más atractivo. Otro prejuicio común es que la persona joven tuviese una carencia afectiva debido a una figura paterna ausente (daddy issues). La activista española Samantha Hudson ha criticado en diversas ocasiones este tipo de relaciones, aduciendo que forman parte de la «cultura de la pederastia». La película de 2017 Call Me By Your Name, sobre dos hombres de 17 y 28 años que se enamoran, fue duramente criticada como una «romantización de la pederastia», rechazando así la idea de que tales relaciones afectivas pudiesen siquiera tener lugar.